# Acanthogyrus bacailai
Acanthogyrus bacailai är en hakmaskart som först beskrevs av Krishna K. Verma 1973.  Acanthogyrus bacailai ingår i släktet Acanthogyrus och familjen Quadrigyridae. Inga underarter finns listade i Catalogue of Life.